# Vernířovice
Vernířovice är en ort i Tjeckien.   Den ligger i regionen Olomouc, i den östra delen av landet, 190 km öster om huvudstaden Prag. Vernířovice ligger 520 meter över havet och antalet invånare är 184.
Terrängen runt Vernířovice är huvudsakligen lite bergig. Vernířovice ligger nere i en dal. Runt Vernířovice är det ganska glesbefolkat, med 25 invånare per kvadratkilometer. Närmaste större samhälle är Šumperk, 13,6 km sydväst om Vernířovice. I omgivningarna runt Vernířovice växer i huvudsak blandskog.